# Меньков, Пётр Кононович
Пётр Ко́нонович Менько́в (2 [14] июня 1814, Кашин, Тверская губерния — 9 [21] октября 1875, Санкт-Петербург) — русский генерал, военный журналист и писатель, главный редактор «Военного сборника» и «Русского инвалида».

## Биография
Пётр Меньков родился 2 июня 1814 года в Кашине, образование получил в 1-м кадетском корпусе, 22 апреля 1833 года был выпущен прапорщиком в батарейную № 1 роту 13-ю артиллерийскую бригаду. Затем был произведён в поручики 1-й артиллерийской бригады.
В 1838 году поступил в Военную академию и по окончании её в 1840 году сперва исполнял обязанности офицера Генерального штаба при штабе 4-го пехотного корпуса, а с 1843 года был дивизионным квартирмейстером 7-й пехотной дивизии.
В 1848 году Меньков был назначен в штаб действующей армии в Варшаву, где случай едва не погубил его служебную карьеру: в 1849 году он, по Высочайшему повелению, был арестован и с фельдъегерем отправлен в Санкт-Петербург, в 3-е отделение Собственной Его Величества канцелярии. Поводом к аресту послужило нахождение в бумагах одного знакомого Менькова рукописей последнего с откровенными отзывами о русской армии и современном политическом положении; Менькова обвинили в вольнодумстве. Однако ему удалось оправдаться, он был возвращён в Варшаву и командирован в корпус, назначенный для участия в военных действиях против венгров. За боевые отличия в Венгрии Меньков в конце 1849 года получил чин подполковника и в следующем году орден св. Владимира 4-й степени с бантом.
По окончании войны И. Ф. Паскевич поручил Менькову составить описание венгерского похода, что и было им исполнено по указаниям и под руководством самого фельдмаршала. В 1850 году труд этот под заглавием «Описание военных действий русских войск против венгерских мятежников в 1849 году» был представлен императору Николаю I, по его повелению переведён генерал-адъютантом В. И. Ливеном на немецкий язык и напечатан в Берлине.
В 1853 году, одновременно с занятием русскими войсками Дунайских княжеств, Меньков был назначен в распоряжение командующего войсками Южной армии князя М. Д. Горчакова и за отличие при переправе через Дунай у Браилова был произведён в полковники, а за отличие при осаде Силистрии награждён орденом св. Анны 2-й степени с мечами.
С Горчаковым же Меньков отправился в феврале 1855 года в Севастополь, где провёл 6 месяцев осады, причём 9 мая на 4-м бастионе был контужен в подбородок и шею. Также он участвовал в сражении на Чёрной речке. За боевые отличия в Севастополе Меньков 26 мая получил золотую полусаблю с надписью «За храбрость». Свои очерки из эпохи Севастопольской обороны Меньков помещал в «Русском инвалиде» за подписью «Пётр Кашин»; некоторые из них вошли как отдельные эпизоды в сборники А. Ф. Погосского или были напечатаны Н. Ф. Дубровиным в его книге «349-дневная защита Севастополя» (СПб., 1872). 26 ноября 1855 года Меньков за беспорочную выслугу 25 лет в офицерских чинах был награждён орденом св. Георгия 4-й степени (№ 9679 по кавалерскому списку Григоровича — Степанова).
По окончании Восточной войны Меньков был назначен начальником штаба 2-го пехотного корпуса, но в 1857 году, из-за обострённых отношений с начальником штаба 1-й армии генерал-адъютантом П. Е. Коцебу, был отчислен от этой должности и назначен в распоряжение генерал-квартирмейстера Главного штаба.
В 1859 году Меньков был назначен главным редактором журнала «Военный сборник», а впоследствии и газеты «Русский инвалид». В этой должности он пробыл до 1872 года, когда был назначен членом Военно-учёного и Военно-учебного комитетов. Время пребывания Менькова в должности главного редактора русских официальных военных изданий является одним из наиболее видных периодов его деятельности; он был ревностным и убеждённым сторонником реформаторской деятельности Д. А. Милютина и в качестве журналиста умело подготовлял общество к военным реформам 1860-х годов и объяснял армии их значение, отводя очень много места обсуждению всех проектированных мероприятий. При нём оба эти органа были живыми, интересными периодическими изданиями и сыграли громадную роль в деле российского военного развития. На должности главного редактора ведущих российских военных изданий Меньков 17 апреля 1860 года был произведён в генерал-майоры и 16 апреля 1867 года получил чин генерал-лейтенанта.
Скончался Меньков 9 октября 1875 года (по ошибочным данным «Ежегодника русской армии» — 19 октября) в Санкт-Петербурге, похоронен на кладбище Воскресенского Новодевичьего монастыря.
В своем завещании Меньков оставил капитал в 15 тысяч рублей музею Севастопольской обороны для учреждения при нём приюта для инвалидов-севастопольцев и школы для их детей. Приют и школа были открыты в 1887 году, и им присвоено наименование Меньковских.

## Награды
26 ноября 1855 года Меньков за беспорочную выслугу 25 лет в офицерских чинах был награждён орденом св. Георгия 4-й степени (№ 9679 по кавалерскому списку Григоровича — Степанова).
Среди прочих наград Меньков имел ордена:
- Орден Святого Станислава 1-й степени (1860)
- Орден Святой Анны 1-й степени с мечами (1862)
- Орден Святого Владимира 2-й степени с мечами (1864)
- Орден Белого Орла (1870)